# Jordan Rodrigues
Jordan Rodrigues (nascido em Sydney, Austrália em 20 de julho de 1992) é um cantor, dançarino e ator australiano mais conhecido por interpretar Jai Fernandez em Home and Away, Christian Reed em Dance Academy e Mat Tan em The Fosters.

## Vida
Rodrigues nasceu em Sydney, na Austrália, filho de mãe e pai da Malásia. Ele é o mais novo de três filhos.

## Carreira
A primeira experiência profissional de Rodrigues foi quando ele interpretou o papel do jovem Simba na turnê australiana do Leão Rei no Capitol Theatre, em outubro de 2003. Ele não tinha treinado antes da audição, mas ainda conseguiu o papel no palco como um dos líderes personagens. Ele realizou três vezes por semana durante dois anos e meio.
Rodrigues então treinou na Brent Street por mais de 10 anos, estudou jazz, ballet, hip hop, drama e canto.
Em janeiro de 2008, Rodrigues anunciou que queria seguir uma carreira em atuar e se juntou a uma agência de atuação. Ele recebeu vários papéis comerciais e fez um teste para Jai Fernandez em Home and Away. Ele fez sua estreia em março de 2008. Em 2009, Rodrigues foi nomeado para uma TV Week Silver Logie como o mais popular New Talent depois que ele terminou seu papel como 'Jai Fernandez' em Home and Away.
Em 2008, ele teve um papel convidado no primeiro episódio de Blue Water High.
Em meados de 2009, ele conseguiu um papel na Dance Academy da série ABC. Ele foi escolhido como um dos personagens principais, Christian Reed.
Em 2013, ele apareceu na minissérie australiana de 4 partes Better Man.
De 2014 até agora, ele teve um papel recorrente no canal Freeform, The Fosters como Mat, um dos companheiros de banda de Brandon e namorado de Mariana.
Em 2015, ele estrelou um episódio no Hawaii Five-0 chamado Mo'o'olelo Pu. Foi o 23º episódio da quinta temporada, e ele estrelou como Carter Akana.
Em 2015 ele aparece no filme de Voltage Pictures Breaking Through como JJ.

## Filmografia

### Televisão
| Ano             | Título           | Personagem     |
| --------------- | ---------------- | -------------- |
| 2016 - Presente | The Fosters      | Mat Tan        |
| 2016            | Faking It        | Dylan          |
| 2015            | Breaking Through | JJ             |
| 2015            | Hawaii Five-0    | Carter Akana   |
| 2010 - 2013     | Dance Academy    | Christian Reed |
| 2013            | Camp             | Greg           |
| 2013            | Better Man       | Khoa Nguyen    |
| 2008 - 2009     | Home and Away    | Jai Fernandez  |

Cinema
| Ano  | Título                   | Personagem     |
| ---- | ------------------------ | -------------- |
| 2017 | Dance Academy: The Movie | Christian Reed |
| 2017 | Lady Bird                | Miguel         |
| 2015 | Breaking Through         | JJ             |